# Szabolcs Sáfár
Szabolcs Sáfár (ur. 20 sierpnia 1974 w Budapeszcie) – węgierski piłkarz występujący na pozycji bramkarza, reprezentant Węgier w latach 1996–2001, olimpijczyk.

## Kariera
Zaliczył 14 występów w reprezentacji Węgier i brał udział w Letnich Igrzyskach Olimpijskich Atlanta 1996, gdzie Węgrom nie udało się wyjść z grupy.

## Sukcesy
Austria Wiedeń
- mistrzostwo Austrii: 2005/06
- Puchar Austrii: 2004/05, 2005/06, 2006/07, 2008/09